# 熊澤秀浩
熊澤 秀浩（くまざわ ひでひろ、1966年7月30日 - ）は、岐阜県土岐市出身の元プロ野球選手（捕手）。

## 来歴・人物
中部大春日丘高では2年秋の県決勝リーグ全敗で4位となり明治神宮大会に出場、3年夏は県大会ベスト4。1984年のプロ野球ドラフト会議で広島東洋カープから4位指名を受け入団。
一軍出場のないまま1990年限りで現役を引退。ブルペン捕手を経て、1996年から2012年まで二軍コーチを務めた。
達川光男のブログによると、キャッチングが非常に上手く、そのキャッチングは一軍の達川光男以上であり、ブルペンでは北別府学の球をよく受けていた。
日刊スポーツ新聞社発行の選手名鑑（1987）に「熊沢天皇の末裔」と紹介されたことがある。
2012年10月16日に球団から辞任が了承されたことが発表された。その後は広島県内でスポーツ整体を開業している。

## 詳細情報

### 年度別打撃成績
- 一軍公式戦出場なし

### 背番号
- 53 （1985年 - 1989年）
- 69 （1990年）
- 99 （1991年 - 2002年）
- 78 （2003年 - 2012年）